# Arimi
Arimi fou un país de situació incerta esmentat a les campanyes de Salmanassar I (1275-1235 aC) a la primera meitat del segle xiii aC. Alguns pensen que podria referir-se als arameus o un grup prearameu; elas arameus no apareixen fins més endavant amb el nom d'akhlamu (també apareixen com a martu que vol dir occidentals), però grups nòmades d'origen similar ja s'esmenten abans del 1300 aC; els akhlamu desapareixen i després només s'esmenten els aramu o arami o arimi, que serien la tribu dominant i donen nom als arameus. Una altra versió els identifica amb els urumeus (urumi a les fonts assíries) que es van establir a les muntanyes del nord del Taure i Sassun vers el 1165 aC procedents d'una regió més a l'oest. Sembla no obstant poc probable que Salmanassar I hagués fet una incursió tant a l'oest durant el seu regnat, un segle abans del desplaçament dels urumeus cap a l'est.

## Nota
1. ↑  inscripcions de Teglatfalassar I
2. ↑  Anne Elizabeth Redgate Armenians